# Élien le Tacticien
Pour les articles homonymes, voir Élien.
Élien, surnommé Élien le Tacticien (Aelianus Tacticus) ou Élien l'Aîné, est un écrivain grec qui vivait à la fin du Ier siècle et au début du IIe siècle, auteur d'un traité d'art militaire intitulé Théorie de la tactique (en grec ancien : Τακτική θεωρία).
Il a longtemps été confondu avec Élien le Sophiste (Claudius Aelianus), qui a vécu un siècle plus tard. Les deux ont été clairement distingués par les philologues du XIXe siècle. Il n'y aucune raison d'appeler celui-ci Claudius.

## Biographie
On ne possède aucune information sur lui en dehors du texte lui-même, qui est d'ailleurs parfois altéré. Selon la préface, le projet du livre lui est venu à l'occasion d'une conversation avec l'empereur Nerva († 98), dans la villa de Frontin († 103), « homme très réputé pour son expérience de la guerre », à Formies (Φρόντωνι, au datif, dans les manuscrits doit être une altération de Φροντίνῳ). La préface est adressée à l'empereur qui est le fils de Nerva, donc Trajan (bien que les manuscrits aient le vocatif Άδριανέ, ou alors c'est le nom de Nerva qu'il faut changer). L'auteur est un Grec qui fréquente la très haute société à Rome (il passe quelques jours chez Frontin), qui n'a de son propre aveu aucune expérience personnelle du métier de soldat, mais qui connaît de manière livresque l'art militaire des Grecs, qu'il veut exposer aux aristocrates romains. Son style rhétorique soigné, travaillé parfois jusqu'à l'obscurité, dénote une culture littéraire poussée.

## Œuvre
Le traité, divisé en 53 chapitres, est un exposé sur la tactique des armées gréco-macédoniennes à l'époque hellénistique (la « phalange macédonienne »). L'auteur utilise plusieurs sources contemporaines de son sujet, notamment un traité perdu de Polybe. Il cite aussi comme source Posidonios : ce doit être d'une façon ou d'une autre le traité d'Asclépiodote le Tacticien, disciple de Posidonios, qui est conservé et qui est consacré au même sujet. Il s'agit donc d'un ouvrage d'érudition historique. Il y a un bref passage sur l'organisation de l'armée romaine de son époque. L'auteur indique aussi qu'il se propose d'écrire un autre traité sur la tactique navale, mais rien de tel ne nous est parvenu.
Le Traité de tactique d'Arrien (achevé en 137) porte sur le même sujet dans sa première partie, et suit de très près celui d'Élien. La matière de ces ouvrages a été intégrée par l'empereur Léon VI le Sage dans ses Tactica. Il y a une traduction arabe du texte qui date du XIVe siècle. Le traité d'Élien a joui d'une grande réputation chez les Byzantins au Moyen Âge (nombreux manuscrits avec scholies) et en Occident à la Renaissance (après la publication de la traduction latine de Théodore Gaza par Eucharius Silber, Rome, 1487) : la phalange macédonienne d'Élien n'était pas sans rapport avec les armées (espagnoles, hollandaises...) de l'époque.

## Éditions
- Texte grec
  - Paris (1532, in-4°)
  - Edition de Robortello (Venise, 1552, in-4°), avec traduction latine.
- Traductions latines
  - de Théodore Gaza (avec Végèce, Frontin et Modestus), Rome, Eucharius Silber, 1487, in-4°.
  - Sans le nom du traducteur : Vegetius, de re militari (Traité de l'art militaire) sur Gallica, 1494.
  - d'Arcerius Sixtus : Claudii Aeliani Tactica, sive de Instruendis aciebus graece et latine, cum notis et animadversionibus Sixti Arcerii. Accedunt praeliorum aliquot descriptiones et nonnulla alia & Æliani et Leonis imperatoris  tactica ; gr. Lat. cum notis Sixti Arcerii et Jo. Meursii, Leyde, Elzevir, 1613, in-4°, 214 pages.
- Traductions en français
  - de Nicole Volkir ou Volskir, seigneur de Serouville (avec Végèce, Frontin et Modeste), Paris, 1536, in-fol., gothiques, avec un grand nombre de figures  en bois.
  - de Louis de  Machault (avec Polybe), Paris, 1615, in-fol.,
  - de Bouchard de Bussy (sous le titre de la Milice des Grecs ou Tactique d'Élien), Paris, 1757, 2 vol. in-12.
- Traductions en anglais
  - de Bingham, Londres, 1616, in-fol.
  - de lord Dillon, Londres, 1814, in-4°.